# Heterocyathus aequicostatus
Heterocyathus aequicostatus är en korallart som beskrevs av Milne Edwards och Jules Haime 1848. Heterocyathus aequicostatus ingår i släktet Heterocyathus och familjen Caryophylliidae. IUCN kategoriserar arten globalt som livskraftig. Inga underarter finns listade i Catalogue of Life.